# 钟俊
钟俊（1969年6月26日—），已退役中国足球运动员，现任足球裁判，武汉体育学院讲师。

## 球员生涯
1993年，钟俊进入武汉体育学院读书。1994年，他被湖南莱孚相中，参加刚创建的中国足球职业联赛。1995年钟俊在甲B联赛中为湖南莱孚打入4球。1996年，他加盟甲A球队深圳飞亚达。5月26日，他在联赛第七轮射进个人在顶级联赛的唯一一个进球，帮助深圳飞亚达主场2比0击败天津三星，取得球队在顶级联赛的首场胜利。1997年，钟俊加盟乙级球队江苏加佳，担任球队的主力前锋，并在当赛季帮助球队升级到甲B联赛。1998年，他转会到另一支乙级球队安徽乐普生，1999年转投乙级球队河南建业，再次以主力前锋的身份帮助球队升级成功。2000年底，钟俊被河南建业挂牌。由于无人摘牌，钟俊选择了退役。

## 裁判生涯
钟俊在2000年退役后，回到武汉体育学院教书，之后成为一名足球裁判。
2012年中国足球超级联赛大连阿尔滨主场与北京国安的比赛中，钟俊曾将主队主教练斯塔诺耶维奇驱逐出场，主队球迷认为钟俊漏判给主队一个点球；客队则认为主队球员皮特·乌塔卡严重犯规本应吃一张红牌，钟俊却只给了一张黄牌。北京国安队医张阳在比赛中谩骂钟俊，事后被停赛、处以罚款。

## 荣誉
江苏加佳
- 中国足球乙级联赛冠军：1997

河南建业
- 中国足球乙级联赛冠军：1999

## 个人生活
钟俊的儿子钟屹也是足球运动员，现在效力于中超球队江苏舜天预备队。